# Silene klokovii
Silene klokovii är en nejlikväxtart som beskrevs av Knjaz. Silene klokovii ingår i släktet glimmar, och familjen nejlikväxter. Inga underarter finns listade i Catalogue of Life.